# Tsuyoshi Ogata
Tsuyoshi Ogata (Japón, 11 de mayo de 1973) es un atleta japonés, especialista en la prueba de maratón, con la que ha logrado ser medallista de bronce mundial en 2005.

## Carrera deportiva
En el Mundial de Helsinki 2005 ganó la medalla de bronce en la maratón, con un tiempo de 2:11:16 segundos (mejor marca de la temporada), quedando tras el marroquí Jaouad Gharib y el tanzanio Christopher Isengwe.